# Guardia Nacional Croata
La Guardia Nacional Croata (en croata: Zbor narodne garde, ZNG) fue una fuerza armada establecida por Croacia en abril y mayo de 1991 durante la Guerra de Croacia. Aunque dependía del Ministerio del Interior por razones legales, la ZNG estaba bajo el mando directo del Ministerio de Defensa. Se le encargó la protección de las fronteras y el territorio de Croacia, y se le designaron tareas normalmente asociadas con las fuerzas policiales. La ZNG se formó con la transferencia de unidades policiales especiales al ZNG, estableciendo cuatro brigadas totalmente profesionales en mayo de 1991, y fue presentada al público en un desfile militar en Zagreb el 28 de mayo. Fue organizada por el ministro de Defensa, el general Martin Špegelj, antes de su renuncia a principios de agosto. Špegelj fue reemplazado por el general Anton Tus, quien se convirtió en el primer jefe del Estado Mayor de las Fuerzas Armadas de la República de Croacia, establecidas el 21 de septiembre.
Durante su desarrollo, la ZNG experimentó una serie de problemas, incluidos la escasez de armas y municiones, la falta de uniformes y una capacitación inadecuada, tanto del personal, como de los comandantes y las estructuras de comando, que impidieron una coordinación efectiva de todas las unidades. Estos problemas fueron compensados por una buena moral, objetivos comunes y altos niveles de movilización. Después de la Batalla de los Cuarteles, la ZNG recibió un impulso significativo al capturar armas del Ejército Popular Yugoslavo (JNA). A finales de octubre se establecieron 60 nuevas brigadas y batallones independientes, y el 3 de noviembre la ZNG pasó a llamarse Ejército de Tierra Croata (HV).

## Antecedentes
Después de las elecciones multipartidarias de 1990, el mando de la Defensa Territorial de la República de Croacia fue más leal al liderazgo militar del Ejército Popular Yugoslavo de Belgrado que a las nuevas autoridades croatas. Debido a esto, Croacia puso la base de defensa en la fuerza policial y en diciembre de 1990 cortó la financiación de la Defensa Territorial (TO). En septiembre de 1991, se abolió la TO pasando el personal a la  reserva.
En abril de 1991, se formó la Guardia Nacional Croata (ZNG) en el Ministerio del Interior de la República de Croacia. Fue el comienzo de las fuerzas armadas, que, debido a obstáculos legales, se organizaron dentro del Ministerio del Interior de la República de Croacia, pero bajo la autoridad del Ministerio de Defensa. Dependiendo de su tamaño, se crearon unidades policiales dentro de los departamentos de policía del Cuerpo de la Guardia Nacional: Brigadas y Batallones Independientes.
La primera brigada de la ZNG se presentó a la opinión pública croata, en una ceremonia especial el 28 de mayo con una marcha, la entrega de banderas a los soldados y la recitación de los juramentos en el estadio NK Zagreb en la capital croata. Al 12 de agosto cuatro brigadas se había formado. Las fuerzas de defensa croatas en este momento contaba con aproximadamente 60.000 miembros, con 30.000 bajo el mando del Ministerio del Interior.
La ZNG se formó como una respuesta a la activación de las fuerzas de la Defensa Territorial en Croacia, así como la incapacidad de Croacia para garantizar su integridad territorial después de su declaración de independencia.
El 3 de noviembre de 1991, la Guardia Nacional Croata pasó a llamarse oficialmente Ejército de Tierra Croata (HV).

## Brigadas de la Guardia
Las brigadas de la guardia se formaron entre 1990 y 1992. Ellas originalmente actuaron como unidades de combate de élite de la Guardia Nacional Croata (luego Ejército Croata) durante la Guerra Croata de la Independencia de 1991-1995. En la reorganización de la década de 2000 en tiempos de paz, estas brigadas fueron reducidas de nivel e integradas a la Brigada Mecanizada de la Guardia (Knin) y en la Brigada Blindada de la Guardia (Vinkovci).
- 1.ª Brigada de la Guardia ("Los Tigres", activa desde 1990 hasta 2008)
- 2.ª Brigada de la Guardia ("Los Truenos", activa desde 1991 hasta 2008)
- 3.ª Brigada de la Guardia ("Las Martas", activa desde 1991 hasta 2003)
- 4.ª Brigada de la Guardia ("Las Arañas", activa desde 1991 hasta 2008)
- 5.ª Brigada de la Guardia ("Los Halcones", activa desde 1992 hasta 2003)
- 7.ª Brigada de la Guardias ("Los Pumas", activa desde 1992 hasta 2003)
- 9.ª Brigada de la Guardia ("Los Lobos", activa desde 1992 hasta 2008), inicialmente designada como sexta